# Řecké podsvětí

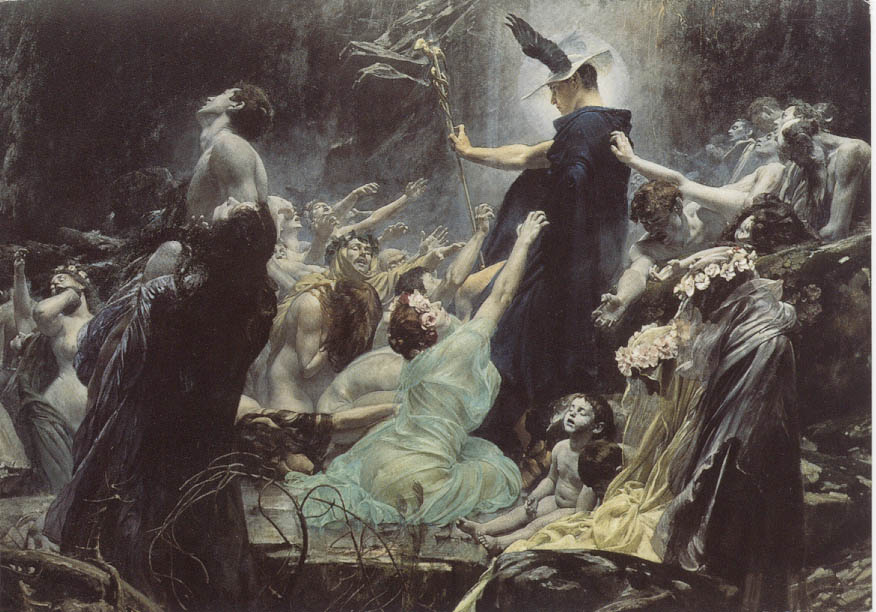
Malba maďarského umělce Adolfa Hirémy-Hirschla The Souls of Acheron (1898), která nyní visí v uměleckém muzeu rakouského zámku Belvedere

Jako podsvětí je v řecké mytologii označován svět, do kterého putují duše zemřelých. Tehdejší představou posmrtného života byl stav, kdy se duše v okamžiku smrti oddělí od mrtvého těla, vezme na sebe tvar zemřelého a poté je přenesena k bráně do podsvětí. Samotné podsvětí (po svém božském vládci také nazýváno Hádés) je popisováno jako vnější hranice oceánu, temné místo pod hlubinami či nejzazší konec světa. Podle pověstí zdejší říše mrtvých představuje temný protějšek sídla řeckých bohů na hoře Olymp. Pro živé je podsvětí neviditelné, je stvořeno zcela výhradně pro mrtvé.

## Geografie

### Řeky
Podsvětím proudí celkem šest hlavních řek, které jsou viditelné pro mrtvé i živé. Jejich názvy mají odrážet emoce spojené se smrtí.
- Styx je obecně považována za jednu z nejvýznamnějších řek podsvětí a je také ze všech nejznámější. Je známá jako řeka nenávisti a jméno dostala po bohyni Styx.[6]
- Acherón je řeka bolesti. Právě přes tuto řeku Charón, taktéž známý jako převozník, podle mnoha zdrojů převáží duše do říše mrtvých, ačkoliv někdy se uvádí také řeka Styx nebo obě řeky.[7]
- Léthé je řeka zapomnění. Jméno nese po bohyni zapomnětlivosti a zapomnění Léthé. V pozdějších dokumentech se začala vyskytovat známá větev s kapající vodou z této řeky, která se stala symbolem Hypna, boha spánku.[8]

- Pyriflegethón je řeka ohně. Podle Platóna tato řeka vede do hlubin podsvětní, propasti Tartaru.
- Kókýtos je řeka nářků.
- Okeanos je řeka, která obtéká celý svět,[9] a ohraničuje východní kraj podsvětí, zatímco Erebos západní kraj světa smrtelníků.[10]

### Vstup do podsvětí
Vstup do podsvětí střeží spousta mytických stvoření, včetně kentaurů, Gorgon, Hydra, Chiméra a Harpyje. Mezi nimi se tyčí mohutný jilm, jehož listy jsou plné falešných snů.
Duše zemřelých putující do podsvětí si pod jazykem přinášejí minci, kterou zaplatí převozníku Charónovi za převoz přes řeku. Charón je odpudivě špinavý, v očích mu žhnou plameny, tvář mu halí zanedbaný vous a kolem ramen nosí plášť. Charón duše převáží neustále, avšak od některých se bez milosti odvrací. Na druhou stranu řeky se totiž nedostanou duše nepohřbených nebožtíků, kteří jsou odsouzeni k věčnému přecházení po břehu do doby, než se jim dostane řádného pohřbu.
Řeka ústí k branám podsvětí, které hlídá trojhlavý pes Kerberos. V této části se také nachází místo, kde soudcové podsvětí rozhodují, kam duše zemřelých poputují – na Asfodelová pole, na trestná pole nebo do Elysia.

### Tartaros
Tartaros je nejhlubší propast pod zemí, kam se vlévají všechny řeky světa a opět odtud vyvěrají. Tartaros je tak hluboko pod zemí, jak vysoko je nebe nad ní. Dle Hésioda by kovadlina padající z nebe dopadla na zemi za devět dní a devět nocí, stejně dlouho by tedy padala také ze země do Tartaru. Tartaros a podsvětí jsou říší Ereba, boha věčné tmy a ztělesnění nejčistší temnoty.
Tartaros je také místo věčného trestu. Vnější okraj ohraničuje bronzový plot, který obklopují tři vrstvy temnoty. Za těmito vrstvami proudí ohnivá řeka Pyriflegethón. Vstupem do Tartaru je obrovský portál s pilíři z pevného adamantu, který nedokáží rozbít ani samotní bohové. Tento vchod střeží Erínye Tísifoné, mstitelka vražd.

### Asfodelová pole
Asfodelová pole jsou místem pro obyčejné průměrné duše, které se nedopustily žádných významných zločinů, ale ani neprokázaly žádné velké skutky, které by jim zaručovaly přijetí do Elysia. Na toto místo byli posíláni smrtelníci, kteří nepatřili do žádné z částí podsvětí.

### Pole smutku
Ve Vergiliově eposu Aeneis jsou Pole smutku oblastí podsvětí vyhrazenou pro duše, které promrhaly svůj život neopětovanou láskou. Mezi zmiňované obyvatele tohoto místa patří Dídó, Faidra, Prokris, Erifýlé, Pásifaé, Láodameia a Kaineus.

### Elysium (Elysijská pole)
Elysium je místo pro obzvláště význačné jedince. Duše, které zde přebývají mají snadný a radostný posmrtný život. Častěji než lidé, kteří byli spravedliví nebo měli etické zásluhy, se na Elysijská pole dostávali jedinci, kteří měli blízko k bohům. Většinu obyvatel Elysia tvořili polobozi nebo hrdinové, mezi kterými byli např. Kadmos, Péleus a Achilles. Vpuštěni však mohli být i běžní lidé, kteří žili spravedlivě a ctnostně. Jedním z nich byl také Sókratés, který si přítomnost na tomto místě zasloužil díky svým filozofickým zásluhám.

### Ostrovy Blažených
Ostrovy blažených jsou ostrovy v rámci oblasti Elysia. Pokud duše dosáhla Elysia, měla možnost buď zůstat v Elysiu nebo se znovuzrodit. Pokud byl někdo znovuzrozen třikrát a třikrát dosáhl Elysia, pak mohl vstoupit na Ostrovy blažených, kde žil ve věčném ráji.

## Mrtví
V řeckém podsvětí duše mrtvých stále existují, jsou však nehmotné a v podsvětí pobývají bez smyslu nebo účelu. Mrtví v homérském podsvětí postrádají menos neboli sílu, a proto nemohou ovlivňovat živé na zemi. Také postrádají phrenes neboli důvtip a netuší, co se děje kolem nich a na zemi nad nimi. Jejich životy v podsvětí jsou velmi neutrální, sociální statusy a politické pozice nemají v podsvětí žádné místo a nikdo zde není schopen využít svůj předchozí život ve svůj prospěch.
Myšlenka pokroku v řeckém podsvětí neexistuje – v okamžiku smrti psychika se zkušenostmi i vzhledem zcela zamrzá. Duše v podsvětí nestárnou a ani jejich vzhled se nemění. Duše v podsvětí jsou přesně takové, jaké byly před svou smrtí. Proto ti, kteří zemřeli v bitvě, byli v podsvětí věčně potřísněni krví a ti, kteří zemřeli mírumilovně, si zachovali svůj normální vzhled.
Řečtí mrtví jsou všeobecně považováni za podrážděné a nepříjemné, ale nikoliv za nebezpečné nebo zlomyslné. Rozhněvají se, pokud v blízkostí svých hrobů ucítí přítomnost nepřítele, a proto bylo běžnou praxí předcházet jejich hněvu nabízením tekutých darů. Většinou se jednalo o dary ve formě krve, neboť aby mrtví mohli být opět komunikativní a při vědomí, potřebují životní esenci. Toto je znázorněno v Homerově Odysseji, kde Odysseus musel nabídnout svou krev, aby s ním duše mohly komunikovat. Mrtví v podsvětí tráví čas prostou zábavou. Jak lze soudit z kostek a hracích karet, které jim pozůstalí umisťovali do hrobu, dle pověstí mezi sebou mohli hrát různé hry. Pozůstalí dávali zesnulým do hrobů oděvy, šperky a jídlo, protože věřili, že je v podsvětí budou moci využít. Lidé se také přeli ohledně toho, zda jsou mrtví schopni konzumovat jídlo. Podle Homéra nemohli jíst ani pít, pokud nebyli povoláni zpět mezi živé. Na některých reliéfech je však podsvětí znázorněno jako místo, kde probíhají bohaté hostiny.
Lúkianos popisuje obyvatele podsvětí jako obyčejné kostlivce. Podle něj jsou od sebe navzájem nerozlišitelní a nelze určit, kdo byl za živa bohatší nebo důležitější. Tento pohled na podsvětí ale nesdíleli všichni – podle Homéra si mrtví ponechávali tváře svých pozemských těl.